# Gare de Gstaad
La gare de Gstaad est une gare ferroviaire situé sur le territoire de la localité de Gstaad, appartenant à la commune suisse de Saanen, dans le canton de Berne.

## Situation ferroviaire
Établie à 1 049,1 mètres d'altitude, la gare de Gstaad est située au point kilométrique 45,76 de la ligne de Montreux à Lenk im Simmental.
Elle est dotée de trois voies et de deux quais dont un central et un latéral.

## Histoire
La gare de Gstaad a été mise en service en même temps que la section de la gare de Château-d'Oex à Gstaad de la ligne de Montreux à Lenk im Simmental le 20 décembre 1904. Le prolongement de la ligne jusqu'à Zweisimmen a été mis en service un peu plus de six mois plus tard, le 6 juillet 1905,.
La gare fut ouverte avec une halle pour le trafic des marchandises. Ce hall des marchandises a été agrandi en 1907. En 1912, la voie d'évitement devant le hangar a été prolongée de 50 mètres. Une signalisation ferroviaire électrique a été installée au niveau de la gare en 1913. En 1924, le bâtiment voyageurs est revu de fond en comble avec l'adjonction d'une aile au nord-ouest du bâtiment, la reconstruction de l'ancien bâtiment. La marquise est agrandie et rallongée tandis que la halle aux marchandises est elle aussi agrandie et déplacée. En 1961, un portique de manutention est construit au-dessus des voies avant une nouvelle extension de la halle des marchandises entre 1964 et 1965. En 1977, le bâtiment voyageurs de la gare est entièrement rénové. Un nouveau chalet est construit à côté de l'ancien bâtiment dans lequel une salle d'attente est aménagée avec un kiosque, un bar, une salle de réunion ainsi que deux appartements et deux studios. En 1978, le système Domino Intégra est mis en place sur la section de Montbovon à Zweisimmen. En 1985, une nouvelle caténaire de système Furrer & Frey est mise en place entre les gares de Saanen et Gstaad. Les aiguillages 1 et 10 de la gare sont motorisés en 1989 afin de pouvoir être commandés à distance. En 1997, les deux voies côté Saanen sont allongées ainsi que les quais afférents. Le portique et sa grue sont démontés en 2001. Enfin, un nouveau système de sécurité ferroviaire a été mis en service le 11 novembre 2009 pour la gare de Gstaad.

## Service des voyageurs

### Accueil
Gare du MOB, elle est dotée d'un bâtiment voyageurs et de distributeurs automatiques de titres de transports. Elle est entièrement accessible aux personnes à mobilité réduite.

### Desserte
La gare de Gstaad est desservie toutes les heures par un train du MOB reliant Montreux à Zweisimmen. Un second train Regio circule toutes les heures ou deux heures entre Gstaad et Zweisimmen pour compléter la desserte de l'extrémité orientale de la ligne.

### Intermodalité
La gare de Gstaad est desservie par plusieurs lignes d'autocars interurbains assurées par CarPostal, à savoir la ligne 180, reliant les Diablerets à la gare de Saanenmöser via Gstaad et Saanen mais aussi les lignes 181 vers Lauenen et 182 vers Turbach.

## Projets
Le changement d'horaire de décembre 2020 a vu changer la desserte MOB sur la ligne de Montreux à Zweisimmen. La gare est désormais desservie toutes les heures par des trains Regio parcourant la ligne. L'étape suivante est la mise en service de trains panoramiques GoldenPass accélérés circulant dans un sillon horaire supplémentaire. La mise en service de ces trains a finalement été reportée à décembre 2022 en raison de retard dans la construction des bogies à écartement variables ainsi que par la baisse de la fréquentation touristique induite par la pandémie de Covid-19,.